# Elaphoglossum nematorhizon
Elaphoglossum nematorhizon är en träjonväxtart som beskrevs av William Ralph Maxon. Elaphoglossum nematorhizon ingår i släktet Elaphoglossum och familjen Dryopteridaceae. Inga underarter finns listade.